# Загатье (Житковичский район)
Загатье (бел. Загацце) — деревня в Люденевичском сельсовете Житковичского района Гомельской области Беларуси.
Кругом лес.

## География

### Расположение
В 24 км на запад от Житковичей, 8 км от железнодорожной станции Дедовка (Лунинец — Калинковичи), 257 км от Гомеля.

## Транспортная сеть
Транспортные связи по просёлочной, затем автомобильной дороге Лунинец — Калинковичи. Планировка состоит из короткой, прямолинейной, широтной улицы, застроенной деревянными усадьбами.

## История
Основана в начале XX века переселенцами из соседних деревень. В 1917 году хутор в Житковичской волости Мозырского уезда Минской губернии. В 1932 году жители вступили в колхоз. Во время Великой Отечественной войны 12 жителей погибли на фронте. Согласно переписи 1959 года в составе колхоза «XX партсъезд» (центр — деревня Гряда).
До 31 октября 2006 года в составе Брониславского сельсовета.

## Население

### Численность
- 2004 год — 20 хозяйств, 56 жителей.

### Динамика
- 1917 год — 7 жителей.
- 1959 год — 151 житель (согласно переписи).
- 2004 год — 20 хозяйств, 56 жителей.